# Социјалдемократска партија (Босна и Херцеговина)
Социјалдемократска партија (скраћено СДП) социјалдемократска је политичка странка у Босни и Херцеговини. Званично је мултиетничка, иако је изгубила већину своје некадашње подршке међу српским и хрватским бирачима у деценији након парламентарних избора 2000. године, када је почела све више да нагиње ка бошњачком популизму, док сада већину подршке добија од Бошњака.

## Историја
Настала је 27. децембра 1992. године из тадашњег Савеза комуниста Босне и Херцеговине, а на првим демократским изборима је поражена од тзв. националних странака. Први председник (по распаду Савеза комуниста Југославије) био је Нијаз Дураковић. Тренутни председник је Нермин Никшић.
Због грађанске оријентације, као и залагања за БиХ као грађанску државу, за време рата у Босни и Херцеговини је подржавала Странку демократске акције (СДА), односно заступала Хрвате и Србе на подручјима под надзором владе Алије Изетбеговића. Данас СДП има своје одборе на подручју читаве Босне и Херцеговине.
Након рата се наметнула као једна од водећих опозиционих странака. На Другом конгресу одржаном у Сарајеву 6. травња 1997. године, за председника странке изабран је Златко Лагумџија. Учествовала је у власти након изузећа националних странака одлуком високог представника 2001, у коалицији Демократска алијанса за промене.
Године 2006. њен кандидат Жељко Комшић изабран је за хрватског члана Председништва БиХ, захваљујући пропусту у процедури због којег Бошњаци могу гласати на хрватским изборним листићима ако тако одлуче.
СДП се веже за традицију Социјалдемократске странке БиХ, која је настала још 1909. године, а своје корене има и у Комунистичкој партији Југославије.

## Идеологија
Левичарска је демократска странка. Њен програм одговара вредностима и идејама социјалдемократије у Западној Европи и свету. Грађанска је странка која је посебно заинтересована за побољшање друштвеног положаја радника, сеоског становништва, студената, омладине, ветерана, жена, пензионера и грађана Босне и Херцеговине у дијаспори.

## Председници странке
| #  | Име (рођење—смрт)           | Портрет | Мандат             | Мандат            |
| -- | --------------------------- | ------- | ------------------ | ----------------- |
| 1. | Нијаз Дураковић (1949—2012) |         | 27. децембар 1992. | 6. април 1997.    |
| 2. | Златко Лагумџија (1955)     |         | 6. април 1997.     | 7. децембар 2014. |
| 3. | Нермин Никшић (1960)        |         | 7. децембар 2014.  | данас             |

## Избори

### Парламентарни избори
| Година | #  | Гласови | ПДПС   | Промена    | ДНПС   | Промена    | Влада     |
| ------ | -- | ------- | ------ | ---------- | ------ | ---------- | --------- |
| 1996.  | 4. | 136.203 | 2 / 42 | Стагнација | 0 / 15 | Стагнација | Опозиција |
| 1998.  | 5. | 159.871 | 4 / 42 | 2          | 1 / 15 | 1          | Опозиција |
| 2000.  | 1. | 268.270 | 9 / 42 | 5          | 3 / 15 | 2          | Влада     |
| 2002.  | 4. | 134.384 | 5 / 42 | 4          | 1 / 15 | 2          | Опозиција |
| 2006.  | 4. | 143.272 | 5 / 42 | Стагнација | 1 / 15 | Стагнација | Опозиција |
| 2010.  | 1. | 284.435 | 8 / 42 | 3          | 4 / 15 | 3          | Влада     |
| 2014.  | 7. | 92.906  | 3 / 42 | 5          | 0 / 15 | 4          | Опозиција |
| 2018.  | 4. | 150.453 | 5 / 42 | 2          | 1 / 15 | 1          | Опозиција |

### Представнички избори
| Година | #  | Кандидат           | Гласови | %     | Представник | Изабран |
| ------ | -- | ------------------ | ------- | ----- | ----------- | ------- |
| 1996.  | 4. | Сеад Авдић         | 21.254  | 2.3%  | Бошњака     | Не      |
| 1998.  | 2. | Градимир Гојер     | 113.961 | 31,8% | Хрвата      | Не      |
| 2000.  | 3. | Алија Бехмен       | 90.434  | 17,5% | Бошњака     | Не      |
| 2006.  | 1. | Жељко Комшић       | 116.062 | 40,0% | Хрвата      | Да      |
| 2010.  | 1. | Жељко Комшић       | 337.065 | 60,6% | Хрвата      | Да      |
| 2014.  | 4. | Бакир Хаџиомеровић | 75.369  | 10,0% | Бошњака     | Не      |
| 2018.  | 2. | Денис Бећировић    | 194.688 | 33,5% | Бошњака     | Не      |

### Кантонски избори
| 1996. | 1 / 50 | 0 / 20 | 9 / 50  | 4 / 59  | 1 / 31 | 2 / 55 | 1 / 50 | 0 / 31 | 8 / 45  | 0 / 15 | 26 / 406 |
| 1998. | 3 / 50 | 1 / 30 | 10 / 50 | 11 / 50 | 5 / 31 | 5 / 50 | 3 / 50 | 0 / 31 | 11 / 45 | 1 / 30 | 50 / 417 |
| 2000. | 6 / 30 | 4 / 21 | 16 / 35 | 11 / 35 | 8 / 25 | 6 / 30 | 4 / 30 | 0 / 23 | 14 / 35 | 1 / 25 | 70 / 289 |
| 2002. | 4 / 30 | 3 / 21 | 11 / 35 | 6 / 35  | 5 / 25 | 3 / 30 | 3 / 30 | 0 / 23 | 10 / 35 | 1 / 25 | 46 / 289 |
| 2006. | 6 / 30 | 2 / 21 | 11 / 35 | 5 / 35  | 6 / 25 | 3 / 30 | 2 / 30 | 0 / 23 | 7 / 35  | 1 / 25 | 43 / 289 |
| 2010. | 8 / 30 | 1 / 21 | 13 / 35 | 10 / 35 | 7 / 25 | 6 / 30 | 5 / 30 | 0 / 23 | 10 / 35 | 1 / 25 | 61 / 289 |
| 2014. | 4 / 30 | 1 / 21 | 6 / 35  | 4 / 35  | 2 / 25 | 4 / 30 | 3 / 30 | 0 / 23 | 4 / 35  | 1 / 25 | 29 / 289 |
| 2018. | 4 / 30 | 1 / 21 | 10 / 35 | 6 / 35  | 2 / 25 | 5 / 30 | 3 / 30 | 0 / 23 | 4 / 35  | 1 / 25 | 36 / 289 |